# Silene monerantha
Silene monerantha är en nejlikväxtart som beskrevs av Williams. Silene monerantha ingår i släktet glimmar, och familjen nejlikväxter. Inga underarter finns listade i Catalogue of Life.